# Ferrosilicon

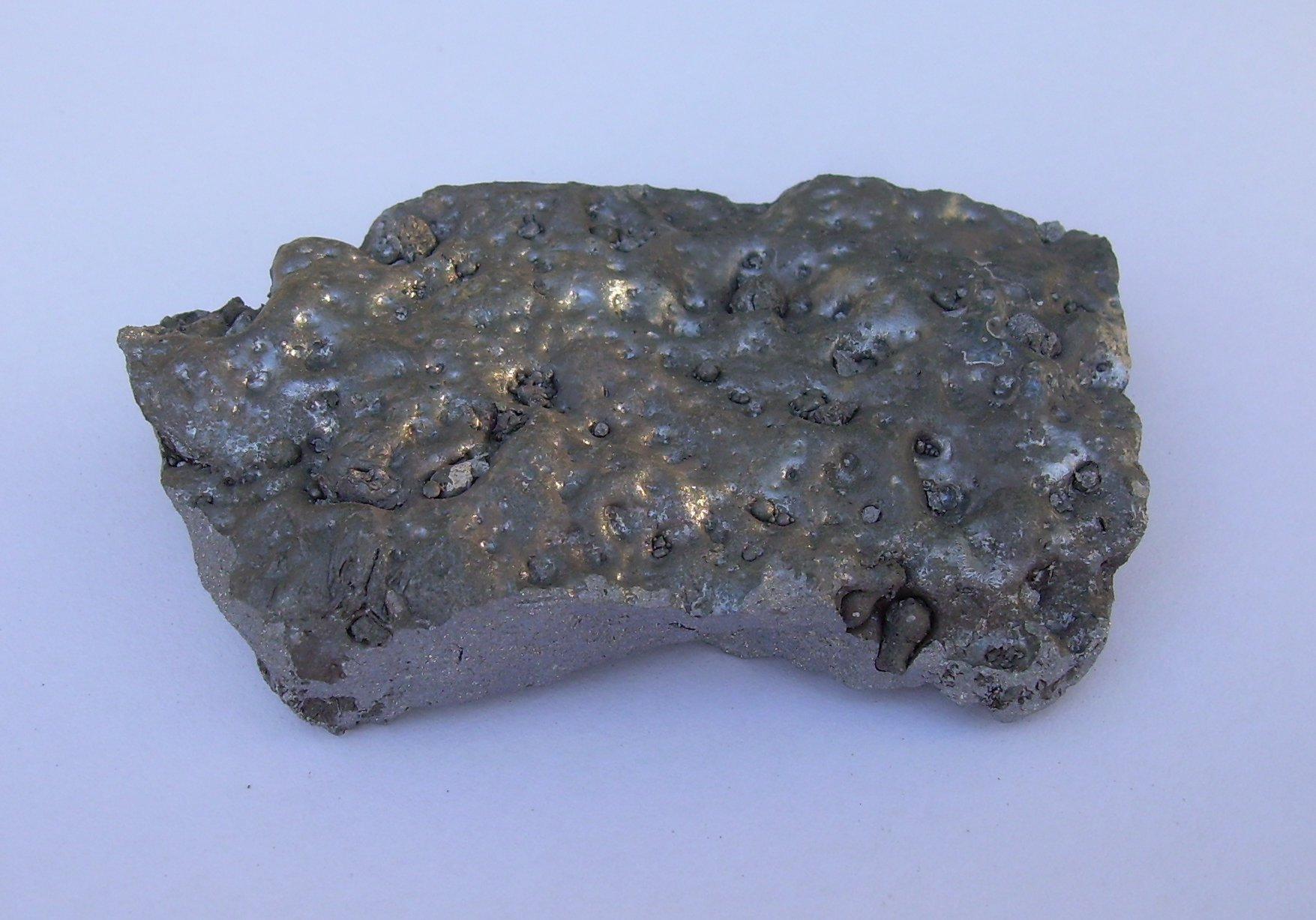
Ferrosilicon alloy

Ferô silic là một trong các hợp kim ferô của sắt và silic thay đổi từ 15% đến 90% Si, thông thường có chứa từ 1% đến 2% calci và nhôm.

## Phân loại
Ferô silic thường phân loại theo hàm lượng Si thành các loại như FeSi45, FeSi65, FeSi75, FeSi90,... Ngoài ra còn phân loại theo thiết bị sản xuất như FeSi lò cao, FeSi lò điện.
| Tên     | Hàm lượng Si [%] | Điểm nóng chảy [°C] | Tỷ trọng [g/cm³] |
| ------- | ---------------- | ------------------- | ---------------- |
| FeSi 45 | 45               | 1215 - 1300         | 5.1              |
| FeSi 75 | 75               | 1210 - 1315         | 2.8              |
| FeSi 90 | 90               | 1210 - 1380         | 2.4              |

## Tính chất hóa lý
Nguyên tố Si và Fe có thể hòa tan hoàn toàn vào nhau tạo thành các hợp chất FeSi2, FeSi, Fe5Si3, Fe2Si. Trong đó FeSi là ổn định nhất, nhiệt độ chảy là 1683K, khi nóng chảy không phân giải mà vẫn tồn tại ở dạng FeSi trong ferro lỏng. Còn các hợp chất khác ở thể rắn khi gia nhiệt đều phân hủy hết. Hợp chất FeSi chứa 33.3% Si và 66.7% Fe nên trong Ferrosilic chứa Si>33.3% thì có 33.3% Si trong hợp chất chứa FeSi còn lại là Si tự do. Hệ Fe-Si có 3 thể cùng tinh: Thể thứ nhất chứa Si=20%, nhiệt độ chảy 1463K, thể thứ 2 chứa Si=51%, nhiệt độ chảy 1485K và thể thứ 3 chứa Si=59%, nhiệt độ nóng chảy 1481K.
Si trong ferro rất dễ thiên tích, hàm lượng Si ở trên và dưới thỏi ferro có thể khác nhau tới 20%. Chiều dày thỏi càng lớn thì thiên tích càng nhiều. Thời gian đông đặc càng chậm thì thiên tích càng nghiêm trọng.

## Nguyên liệu sản xuất FeSi
Sản xuất FeSi là hoàn nguyên SiO2 trong quặng silic (quartzit) để thu được Si. Nguyên liệu chủ yếu là quặng silic, than cốc và phoi thép. Quặng silic thường gặp là thạch anh và nham thạch anh. Thạch anh là loại khoáng có cấu tạo tinh thể đặc trắng không màu, nếu có chứa các tạp chất khác sẽ mang theo nhiều màu sắc khác nhau. Nham thạch anh là do các hạt tinh thể thạch anh bị các chất kết dính lại mà thành. Quặng silic luyện FeSi phải phù hợp với các yêu cấu:
Hàm lượng SiO2 càng cao càng tốt, thông thường không nhỏ hơn 97%, dùng cacbon hoàn nguyên SiO2 cần nhiệt độ phản ứng tương đối cao, nhất là khi hàm lượng SiO2 nghèo vì chứa CaO sẽ kết hợp với SiO2 thành hợp chất ổn định nên nhiệt độ phản ứng lại càng cao.
Tạo chất Al2O3 có hại, dễ làm liệu lò bị thiêu kết, tăng lượng xỉ và làm xỉ sệt khó tháo, Al bị hoàn nguyên sẽ làm bẩn FeSi, do vậy thường quy định Al2O3 dưới 1%.
S và P là các nguyên tố có hại cho thép chất lượng cao, S kết hợp với Si có thể hình thành SiS và SiS2, những hợp chất ày bốc hơi rất mạnh ở nhiệt độ cao nên S trong liệu ít có khả năng vào ferro nhưng ngược lại P2O5 thì có tới 80% đi vào ferro, sự có mặt của P làm ferro vỡ vụn, do vậy thường quy định P2O5 dưới 0.02%.
Oxit sắt có trong quặng không tác hại nhiều vì chỉ làm tăng thêm một chít tiêu hao năng lượng để hoàn nguyên oxit sắt.
Ngoài thành phần hóa học, độ bền ở nhiệt độ cao của quặng cũng là một tính chất quan trọng. Khi gia nhiệt, quặng vỡ vun thành bột làm giảm tính thấu khí của liệu lò ảnh hưởng đến vận hành. Độ cục của quặng to nhỏ tùy thuộc vào dung tích lò.
Dùng than sản xuất FeSi phổ biến nhất là cốc luyện kim. Yêu cầu hàm lượng cacbon cố định càng cao càng tốt và tro càng ít càng tốt vì tro dễ đưa tạp chất có hại vào ferro và tăng lượng xỉ.
Phoi thép dùng cho sản xuất FeSi yêu cầu Fe>95%, càng vụn nhỏ càng tốt.

## Ứng dụng
Ferrosilicon được sử dụng như một nguồn silic để hoàn nguyên oxit kim loại và khử oxy cho thép và các hợp kim sắt khác. Điều này ngăn chặn sự thất thoát cacbon từ thép nóng chảy;  ferromanganese, spiegeleisen, calcium silicides và các vật liệu khác được sử dụng cho mục đích tương tự. Ferrosilicon  cũng có thể được sử dụng để sản xuất các hợp kim sắt khác, sản xuất silic, hợp kim silic sắt chống ăn mòn và chịu nhiệt độ cao, và thép silic cho động cơ điện và lõi máy biến áp . Trong sản xuất gang, ferrosilicon được sử dụng để cấy sắt để tăng tốc quá trình graphit hóa.Trong hàn hồ quang, ferrosilicon có thể được tìm thấy trong một số lớp phủ điện cực.
Ferrosilicon là cơ sở để sản xuất các tiền hợp kim như magie ferrosilicon (MgFeSi), được sử dụng để sản xuất gang dẻo. MgFeSi chứa 3–42% magie và một lượng nhỏ kim loại đất hiếm. Ferrosilicon cũng rất quan trọng như một chất phụ gia đối với đúc gang để điều khiển cho hàm lượng ban đầu của silic.
Ferrosilicon cũng được sử dụng trong quy trình Pidgeon để tạo ra magiê từ đôlômit.